# Robson Conceição
Robson Donato Conceição (Salvador de Bahía, Brasil, 25 de octubre de 1988) es un boxeador profesional brasileño. Él es un campeón olímpico en peso ligero.
Campeón olímpico de Río en 2016 en la división de peso ligero, su carrera amateur se caracterizó también por una medalla de plata en los Juegos Panamericanos de Guadalajara 2011 en la categoría de peso pluma.

## Récord profesional
| 16 Ganadas (8 knockouts, 8 decisiones), 1 Perdida, 1 Empates |        |                          |      |              |                          |                                                               |                                                      |
| Res.                                                         | Record | Oponente                 | Tipo | Rd., Tiempo  | Fecha                    | Lugar                                                         | Notas                                                |
| E                                                            | 16-1-1 | Emanuel Navarrete        | MD   | 12           | 16 de noviembre de 2023  | T-Mobile Arena, Paradise, Nevada, U.S..                       |                                                      |
| D                                                            | 16–1   | Óscar Valdez             | UD   | 12           | 10 de septiembre de 2021 | Casino del Sol, Tucson, Arizona                               | Por el título mundial de la WBC del peso superpluma. |
| G                                                            | 16–0   | Jesús Antonio Ahumada    | TKO  | 7 (8), 1:20  | 10 de abril de 2021      | Osage Casino, Tulsa, Oklahoma                                 |                                                      |
| G                                                            | 15–0   | Luis Coria               | UD   | 10           | 31 de octubre de 2020    | MGM Grand Conference Center, Paradise, Nevada                 |                                                      |
| G                                                            | 14–0   | Eduardo Pereira dos Reis | TKO  | 2 (10), 0:28 | 29 de agosto de 2020     | Arena de Lutas, São Paulo                                     |                                                      |
| G                                                            | 13–0   | Carlos Ruíz              | UD   | 8            | 8 de junio de 2019       | Reno-Sparks Convention Center, Reno, Nevada                   |                                                      |
| G                                                            | 12–0   | Sergio Ariel Estrela     | TKO  | 1 (10), 1:54 | 31 de marzo de 2019      | Portobello Resort & Safari, Mangaratiba                       |                                                      |
| G                                                            | 11–0   | Héctor Ambriz Suárez     | UD   | 8            | 18 de enero de 2019      | Turning Stone Resort Casino, Verona, New York                 |                                                      |
| G                                                            | 10–0   | Joey Laviolette          | UD   | 8            | 4 de noviembre de 2018   | Don Haskins Center, El Paso, Texas                            |                                                      |
| G                                                            | 9–0    | Edgar Cantu              | UD   | 8            | 25 de agosto de 2018     | Gila River Arena, Glendale, Arizona                           |                                                      |
| G                                                            | 8–0    | Gavino Guaman            | TKO  | 3 (6)        | 30 de junio de 2018      | Chesapeake Energy Arena, Oklahoma City, Oklahoma              |                                                      |
| G                                                            | 7–0    | Álex Torres Rynn         | UD   | 6            | 28 de abril de 2018      | Liacouras Center, Philadelphia, Pennsylvania                  |                                                      |
| G                                                            | 6–0    | Ignacio Holguín          | UD   | 6            | 16 de febrero de 2018    | Grand Sierra Resort, Reno, Nevada                             |                                                      |
| G                                                            | 5–0    | Carlos Osorio            | RTD  | 3 (8), 3:00  | 22 de septiembre de 2017 | Tucson Convention Center, Tucson, Arizona                     |                                                      |
| G                                                            | 4–0    | Bernardo Gómez Uribe     | KO   | 1 (8), 20:53 | 21 de julio de 2017      | Sheraton Puerto Rico Hotel & Casino, San Juan, Puerto Rico    |                                                      |
| G                                                            | 3–0    | Aaron Hollis             | TKO  | 2 (6)        | 17 de marzo de 2017      | The Theatre at Madison Square Garden, New York City, New York |                                                      |
| G                                                            | 2–0    | Aaron Ely                | KO   | 2 (6), 1:06  | 27 de enero de 2017      | Sportsmen's Lodge, Studio City, California                    |                                                      |
| G                                                            | 1–0    | Clay Burns               | UD   | 6            | 5 de noviembre de 2016   | Thomas & Mack Center, Paradise, Nevada                        |                                                      |